# Annie (Musical)
Annie ist ein Musical, das auf dem bekannten Comic Little Orphan Annie von Harold Gray beruht. Es wurde von Charles Strouse komponiert, die Gesangstexte sind von Martin Charnin und das Buch wurde von Thomas Meehan geschrieben. Das Musical enthält die bekannten Lieder „Tomorrow“ und „It’s the Hard Knock Life“.
Die Premieren fanden am 21. April 1977 im Alvin Theatre (heute: Neil Simon Theatre) in New York und am 3. Mai 1978 im Victoria Palace Theatre im Londoner West End statt. Die deutschsprachige Erstaufführung war am 20. Dezember 1980 im Landestheater Detmold, die Übersetzung von Danny Brees und Fritz Wolter. Seit Dezember 2013 wird Annie in der neuen Übersetzung von Jürgen Hartmann (Buch) und Holger Hauer (Liedtexte) über den Verlag Musik und Bühne vertrieben.

## Handlung

### Erster Akt
Annie ist ein 11 Jahre altes Waisenkind (ihr Geburtstag ist der 28. Oktober 1922 und die Geschichte beginnt 1933), das während der Weltwirtschaftskrise in New York lebt. Das Stück beginnt in einer Dezembernacht, als ein Waisenkind namens Molly durch einen Traum von ihren Eltern erschreckt aufwacht. Annie zeigt dem Mädchen einen Zettel in einem herzförmigen Medaillon, der verspricht, dass ihre Eltern sie eines Tages abholen werden.
Kurze Zeit später glaubt Annie, dass ihre Eltern nicht zu ihr kommen werden, und beschließt aus dem Waisenhaus zu fliehen, um sie zu suchen. Doch dieser Versuch wird durch Miss Hannigan, die grausame Waisenhausleiterin, vereitelt. Die Kinder werden gezwungen, das Waisenhaus spät in der Nacht noch aufzuräumen. Dies nutzt Annie, um im Wäschekorb des Wäschemannes Bundles McClocksey zu fliehen.
Während ihrer Flucht trifft Annie einen Hund namens Sandy und begegnet einer Gruppe Menschen in einer Hooverville. Doch infolge eines Überfalls verliert Annie Sandys Spur und wird von der Polizei ins Waisenhaus zurückgebracht. Nur wenige Minuten nach ihrer Ankunft dort trifft Grace Farrell, Sekretärin des Milliardärs Oliver Warbucks, ein. Warbucks wünscht sich, dass ein Waisenkind bei ihm zu Hause die Weihnachtstage verbringt (Gründe für die Adoption variieren von einem Erbe bis zu Öffentlichkeitsarbeit). Annie wird von Grace ausgewählt.
Die Angestellten in Warbucks’ Villa begrüßen Annie freundlich. Warbucks hingegen ist anfangs etwas zögerlich. Die beiden verstärken ihre Bindung durch verschiedene kleinere Ausflüge. Warbucks entscheidet sich bald, Annie zu adoptieren. Miss Hannigan ist darüber sichtlich verärgert. Mit der Hilfe ihres Bruders Rooster und dessen Freundin Lily St. Regis arbeiten die drei einen Plan aus, um durch Annie reich zu werden.
Warbucks kauft Annie ein neues herzförmiges Medaillon, um sie um die Zustimmung zur Adoption zu bitten. Aber das Mädchen wehrt sich, als er versucht, ihr das alte Medaillon abzunehmen. Deshalb sieht er ein, dass Annie immer noch ihre Eltern finden will, und schwört, ihr dabei zu helfen.

### Zweiter Akt
Warbucks und Annie treten im Radio auf und veranstalten eine öffentliche Suche nach Annies Eltern. Warbucks bietet den echten Eltern 50.000 Dollar. Die Radiosendung wird von den Waisenkindern und Miss Hannigan gehört. Rooster und Lily haben vor, Annies Eltern zu spielen, mit Miss Hannigans Wissen um die zweite Hälfte des Medaillons das Geld zu nehmen und die Stadt zu verlassen.
Während eines Besuches im Weißen Haus inspirieren Warbucks und Annie Präsident Roosevelt und sein Kabinett zu den New-Deal-Reformen. Ein Schreiben des FBI zeigt, dass es unmöglich sein wird, Annies Eltern durch das Medaillon zu identifizieren. Über tausend angebliche Eltern seien als Lügner entlarvt wurden. Deshalb stimmt Annie ihrer Adoption zu.
Bei einem Fest für Annies Adoption treten Rooster und Lily als Ralph und Shirley Mudge auf und geben vor, Annies Eltern zu sein. Weil das Paar eine gefälschte Geburtsurkunde und die andere Hälfte des Medaillons bei sich hat, akzeptiert Warbucks die beiden als Annies Eltern. Er lädt das Paar ein, Annie am nächsten Tag mitzunehmen, dem ersten Weihnachtsfeiertag.
Warbucks und die überraschte Annie sind traurig über diese Wende. Doch die Neuigkeit des FBI trifft schnell ein – Annies echte Eltern, David und Margaret Bennett, sind gestorben. Lily, Rooster und deren Komplizin Hannigan werden verhaftet. Das Stück endet mit der Adoption Annies durch Warbucks und dem Wiedersehen von Sandy und Annie.

## Bühnenproduktionen
Pre-Broadway

Annie wurde zum ersten Mal am 10. August 1976 im Goodspeed Opera House in East Haddam, Connecticut aufgeführt.
Broadway

Die originale Broadway-Produktion lief 2.377-mal. Sie wurde für elf Tony Awards nominiert und gewann sieben, darunter „Best Musical“, „Best Score“ und „Best Book“.
Londoner Besetzung

1978 startete Annie in anderer Besetzung im Londoner West End und erreichte 1.485 Aufführungen.
Fortsetzungen

Eine Fortsetzung unter dem Namen Annie II: Miss Hannigan’s Revenge (Miss Hannigans Rache) wurde im Kennedy Center in Washington, D.C. im Dezember 1989 uraufgeführt. 1993 wurde das Stück Annie Warbucks im Variety Arts Theatre in New York aufgeführt.
Broadway Revival

Zum 20. Broadway-Geburtstag wurde das Stück 1997 wiederbelebt.
Deutschland

Parallel zum 20. Broadway-Geburtstag wurde das Stück 1997 und 1998 auch in Deutschland vom Münchner Musicaltheater auf die Bühne gebracht. Es lief erst in München und dann auf Tournee im Rhein-Main-Gebiet.
1999 wurde das Musical auf der Freilichtbühne des Naturtheater Heidenheim aufgeführt.
2005–2007 Tour

Zum dreißigsten Geburtstag des Musicals im Jahr 2005 ging Annie durch die Firma Network Tours auf Tour. Aufgrund des Erfolges wurden die ursprünglich geplanten elf Monate bis ins Jahr 2007 verlängert.
2007 – Stadttheater Wels und Landestheater Linz

Musical-Theatre-Academy Puchenau, Leitung Nikki Howes
2012 – Stadttheater Bad Hall

Bad Haller Musicalproduktionen, Musical-Theatre-Academy Puchenau, Symphonieorchester der Kulturorganisationen Oberösterreichs

Intendant Thomas Kerbl, Musikalische Leitung Walter Rescheneder, Choreographie Nikki Howes
2012 – Tulln und Krems an der Donau
2014 – Stadttheater Baden, Österreich

Die Bühne Baden produziert das Musical unter der musikalischen Leitung von Oliver Ostermann in einer Inszenierung von Alexandra Frankmann-Koepp.
2017 – Stuttgarter Off-Broadway Theater Company

Die Stuttgarter Off-Broadway Theater Company unter der Leitung von Patrick Schenk und Alexandra Bode bringt das Stück 2018 / 2019 in Stuttgart in der Stuttgarter-Fassung auf die Bühne. Regie: Rainer Niermann, Choreographie: Andrew Hunt, Produzent: Christian Million
2018 – Oper Halle
Hallische Inszenierung unter der Musikalischen Leitung von Peter Schedding und unter der Regie von Peter Dehler.
2019 – Stadthalle Chemnitz
Die Chemnitzer Inszenierung unter der Regie von Wieland Müller, gespielt von dem Team des „Studio WM – Werkstatt für Musik und Theater – Chemnitz“.
2023 – Stadttheather Braunschweig
Inszeniert unter der Regie von Markus Schneider und der Musikalischen Leitung von Mike Garling; u. a. mit dem „Belcanto“ Kinder- und Jugendchor Braunschweig im Männergesangverein von 1846 e. V. und der Städtischen Musikschule Braunschweig.
2024 – Naturtheater Heidenheim wird das Musical erneut aufgeführt, dieses Mal unter der Regie von Max Barth.
2024 – Cantemus Chor Regensburg bringt das Musical in Kooperation mit dem Theater Regensburg im Theater im Antoniushaus unter der Regie von Evi Eiberger wieder auf die Bühne.

## Liedfolge
Akt 1
- Ouvertüre
- Maybe – Annie & Waisenkinder
- Hard Knock Life – Annie & Waisenkinder
- Hard Knock Life (Reprise) – Waisenkinder
- Tomorrow – Annie
- Hooverville – Hoovervillegruppe & Annie
- Little Girls – Miss Hannigan
- I Think I’m Gonna Like It Here – Grace, Annie & Angestellte
- N.Y.C. – Warbucks, Grace, Annie
- Easy Street – Miss Hannigan, Rooster, Lily
- Why Should I Change a Thing? – Warbucks*
- You Won’t Be an Orphan for Long – Grace, Drake, Angestellte, Annie, Warbucks

Akt 2
- Fully Dressed – Healy, Boylan Sisters
- Fully Dressed (Children) – Waisenkinder
- Easy Street (Reprise) – Miss Hannigan, Rooster, Lily
- Tomorrow (Cabinet Reprise) – Annie, Roosevelt, Warbucks, Kabinett
- Something Was Missing – Warbucks
- I Don’t Need Anything But You – Angestellte, Warbucks, Annie, Grace, Drake, Chorus
- Maybe (Reprise) – Annie
- New Deal for Christmas – Alle

## Filme

### Kinofilme
Der Kinofilm Annie wurde 1982 von Columbia Pictures produziert. Aileen Quinn spielte Annie, Albert Finney Mr. Warbucks, Carol Burnett Miss Hannigan, Bernadette Peters Lily, Ann Reinking Grace und Tim Curry Rooster.
Der Film griff auch Warbucks Angestellte aus dem Comic auf. Der Film wurde von John Huston als sein erstes und einziges Filmmusical inszeniert. Die Kritiken gingen weit auseinander und der Film brachte nicht die 57 Millionen Dollar ein, die er gekostet hatte. Es gab auch einige Änderungen zum Musical:
- Der Film spielt nicht in der Weihnachtszeit, sondern im Juni und Juli. Die Independence-Day-Feier beendete den Film.
- Im Film wird Annie von Hannigan, Rooster und Lily entführt. Warbucks organisiert eine stadtweite Suche. Seine Bodyguards retten Annie und bringen sie wohlbehalten zurück.
- Vier neue Lieder kamen im Film vor: Dumb Dog, Let’s Go to the Movies, Sign und We got Annie. Im Gegenzug dazu wurden die Stücke Hooverville, Why should I Change a Thing?, N.Y.C, You Won’t be an Orphan for Long, Something was Missing, Annie und New Deal for Christmas gekürzt.

Im Jahre 2014 wurde Annie von Columbia Pictures in Zusammenarbeit mit Village Roadshow und Overbrook Entertainment neuverfilmt. In den Hauptrollen sind Quvenzhané Wallis, Jamie Foxx, Rose Byrne, Bobby Cannavale, Adewale Akinnuoye-Agbaje, David Zayas und Cameron Diaz zu sehen. Der Film startete am 15. Januar 2015 Premiere in den deutschen Kinos.

### Fernsehfilm
1999 erschien der Fernsehfilm Annie – Weihnachten einer Waise, in dem Kathy Bates Miss Hannigan spielte, Kristin Chenoweth Lily, Victor Garber Mr. Warbucks, Alan Cumming Rooster und Newcomer Alicia Morton Annie. Er wurde von der Walt Disney Company produziert und erhielt gute Kritiken. 1999 erhielt er den George Foster Peabody Award. Obwohl er näher am Musical war als der Kinofilm, wurde die Geschichte komprimiert und kinderfreundlich gestaltet.

## Belege
1. ↑  https://www.naturtheater.de/annie/
2. ↑  Annie - Das Musical für die ganze Familie im Wizemann in Stuttgart. Archiviert vom Original (nicht mehr online verfügbar) am 15. Mai 2019; abgerufen am 11. September 2019.  Info: Der Archivlink wurde automatisch eingesetzt und noch nicht geprüft. Bitte prüfe Original- und Archivlink gemäß Anleitung und entferne dann diesen Hinweis.
3. ↑  Annie, Oper Halle. Archiviert vom Original (nicht mehr online verfügbar) am 21. September 2020; abgerufen am 3. Oktober 2019.  Info: Der Archivlink wurde automatisch eingesetzt und noch nicht geprüft. Bitte prüfe Original- und Archivlink gemäß Anleitung und entferne dann diesen Hinweis.
4. ↑  Annie - Premiere, Chemnitz. Ehemals im Original (nicht mehr online verfügbar); abgerufen am 3. Oktober 2019. (Seite nicht mehr abrufbar. Suche in Webarchiven)
5. ↑  Annie:Staatstheater Braunschweig. Abgerufen am 30. April 2023.
6. ↑  https://www.naturtheater.de/annie-2024/
7. ↑  Cantemus Chor Regensburg :: Annie. Abgerufen am 9. April 2024.
8. ↑  http://www.annie-film.de/Website Kinofilm 2014